# Plagiotremus tapeinosoma
Plagiotremus tapeinosoma es una especie de pez de la familia Blenniidae en el orden de los Perciformes.

## Morfología
• Los machos pueden llegar alcanzar los 14 cm de longitud total.

## Reproducción
Es ovíparo.

## Hábitat
Es un pez de mar y de clima tropical y asociado a los  arrecifes de coral que vive entre 8-30 m de profundidad.

## Distribución geográfica
Se encuentra desde el Mar Rojo y el África Oriental hasta las Islas de la Línea, las Islas Marquesas, las Tuamotu, el sur del Japón y Nueva Zelanda.